# Vicent Castell i Domènech
Vicent Castell i Domènech (Castelló, 5 de maig de 1871 - Castelló, 18 de gener de 1934) fou un pintor, dibuixant i decorador valencià. No tenia un estil clarament definit, tot i que la seva temàtica s'acosta en moltes composicions al costumisme.

## Biografia
Vicent Castell va nàixer al raval de Sant Fèlix de Castelló de la Plana. La major part dels veïns es dedicaven al tradicional conreu de la terra i l'artesania. Aquest era el cas dels seus pares, Vicent Castell i Teresa Domènech, concretament en el treball del cànem.

### Primers anys
Als dotze anys, la seva afició pel dibuix va dur els seus pares a ficar-lo com a aprenent en un taller artesà de decoració, en comptes de continuar la tasca familiar. Aquest taller era dirigit per Francesc Avinent, el qual pot considerar-se el seu primer mestre. Ocasionalment, també feia encàrrecs amb Francesc Calduch, un altre pintor-decorador de major prestigi.
El seu primer mentor pròpiament artístic fou el pintor costumista Eduardo Laforet. El sevillà residia a Castelló, on impartia classes a l'Institut Provincial d'Ensenyament Secundari, i hi tenia un taller propi. Allà assistiria el jove Vicent Castell juntament amb altres futurs artistes de tota la província.

### Formació
L'evident talent de Castell va animar Laforet a convèncer la família perquè continués els seus estudis artístics. Finalment, el 1891 va marxar a València per a ingressar a l'Acadèmia de Sant Carles. Dins de la mateixa promoció que Ramon Stolz pare, també s'hi trobà amb artistes més instal·lats com ara Gabriel Puig i Roda. Encara que en un principi tan sols hi havia de romandre dos anys, va quedar-s'hi fins al 1895. Les seves excel·lents qualificacions li van valdre una beca anual de la Diputació Provincial. Gràcies a la venda d'algunes de les seves primeres obres, Castell va poder salvar el gran esforç econòmic que suposaven els estudis per a una família tan modesta.
La seva formació va continuar a l'Acadèmia San Fernando de Madrid i, el 1897, a la Sant Jordi de Barcelona. Al llarg de la seva estada a Madrid també va acudir a l'estudi que el pintor valencià Joaquim Sorolla tenia a la ciutat. També va començar a participar en diversos concursos, incloent-hi la seva primera Exposició Nacional de Belles Arts, la qual se celebrà el 1897. Hi participà amb Eduardo Laforet, amb el qual també coincidiria més endavant a Barcelona.
Gràcies a una nova ampliació de les beques de la Diputació, Castell va completar la seva formació viatjant a Roma, on coincidí amb Puig i Roda, i a París, al mateix temps que tenia lloc l'Exposició Universal. Amb aquestes dues darreres etapes, completava l'itinerari de formació habitual entre els autors del seu temps.

### Consolidació
El 1901 Castell va obtindre el seu primer èxit: la medalla de bronze en el Nacional de Belles Arts de Madrid amb l'obra Segadors castellonencs. Després el seguirien els triomfs a l'Exposició Regional de València (1909), l'Exposició d'Art i Indústria de Mèxic (1910) o la Commemoració de la Independència de l'estat mesoamericà (1912). El 1926 va rebre la Medalla d'Or per part de Lo Rat Penat.
Va casar-se el 1902 amb Dolors Soliva Calduch, neboda de Francesc Calduch, un dels seus primers mentors. Junts van tindre tres fills. Des de llavors, Castell va decidir instal·lar-se a la seva ciutat natal, tot i que aquesta tenia unes enormes carències artístiques respecte als grans nuclis on havia viscut durant tota una dècada.
Fins a la seva mort, Vicent Castell va continuar fent encàrrecs per a la burgesia agrària local i delectant-se amb composicions costumistes de la vida quotidiana. Però va rebre alguns treballs fora de l'habitual, com ara les al·legories de les ciències per a l'Institut de Castelló o la decoració de l'església arxiprestal de Sant Jaume de Vila-real, entre molts altres.
A banda, va involucrar-se més a la vida castellonenca. Va crear una acadèmia artística per a joves aprenents i va col·laborar, molts cops debades, en la decoració de diversos actes festius. També va ser fundador i director de l'Escola d'Arts i Oficis de Castelló i organitzà el Museu Provincial de Belles Arts. Fins i tot feu carrera política a l'Ajuntament entre 1923 i 1928. Va ser regidor de Passejos (reformà el Parc Ribalta) i posteriorment tinent d'alcalde.
Va patir el seu primer atac al cor el 1932. L'any següent un nou atac el va deixar greument afectat, fins que va morir el 18 de gener de 1934.

## L'acadèmia de Vicent Castell
Un cop instal·lat a Castelló, Vicent Castell va obrir una acadèmia de dibuix al carrer de Cervantes, on per aquells moments residia amb la seva dona. Llavors hi havia a la capital de la Plana altres estudis, com ara el de Fernando Martínez Checa o el dels germans José i Francisco Viciano Martí. L'estudi va traslladar-se fins al carrer de Sant Vicent i, finalment, a l'avinguda del Rei En Jaume, juntament amb la residència familiar definitiva. A banda de pintura, els alumnes també rebien lliçons de dibuix, escultura o decoració, una activitat que Castell no va abandonar des de la seva adolescència, tant per amor com per necessitat laboral. Aquestes variades lliçons suposaren una descendència prou heterogènia. Els seus deixebles més destacats foren Joan Baptista Porcar i Ripollés, Rafael Sanchis Yago i Juan Adsuara Ramos. No obstant això, en tres dècades passaren per l'estudi de Castell moltes altres figures de la cultura provincial, com ara Enrique Segura, José Sánchez Safont, Antonio Marco, Emilio Adsuara (germà de Juan), Francisco Pérez Dols, Vicente Traver fill, Godofredo Buenosaires, Emilio Sanchis, Elena Arquimbau, Juan Mezquita, Tomás Colón, Carlos Armiño, Vicent Ferrer Alambillaga, Matilde Segarra Gil, Elisa Balaguer, Ramon Paús, Vicente Armengot, José Felip, Félix Peris o Rafael Guallart.